# Dock Bridge
Die Dock Bridge (auch Amtrak Dock Bridge) ist eine als Hubbrücke ausgeführte Eisenbahnbrücke über den Passaic River zwischen Newark und Harrison in New Jersey, acht Kilometer flussaufwärts von der Flussmündung an der Newark Bay.

## Beschreibung
Die Brücke besteht aus zwei benachbarten Hubbrücken, die 1935 und 1937 für die Pennsylvania Railroad von Waddell & Hardesty gebaut wurden. Der jeweils bewegliche Teil hat eine Spannweite von 70 Metern und kann von einer lichten Höhe von circa 8,8 auf 43,6 Meter (bei Niedrigwasser) gehoben werden. Die von der Port Authority of New York and New Jersey betriebene Brücke führt insgesamt sechs Gleise, vier für Fernbahnstrecken des Northeast Corridors von Amtrak und New Jersey Transit sowie zwei für den Nahverkehr der Port Authority Trans-Hudson (PATH). Die Brücke befindet sich einige hundert Meter nordöstlich der Newark Pennsylvania Station und wird zu Spitzenzeiten von insgesamt über 80 Zügen pro Stunde befahren.
Auf Grund des nahezu eingestellten Schiffsverkehrs auf dem Passaic River muss die Dock Bridge nur noch selten geöffnet werden. Eine 2014 durch die Environmental Protection Agency angeregte Abtragung von mehreren Millionen Kubikmetern kontaminierten Flusssediments im unteren Lauf des Passaic River könnte dies ändern und zu Einschränkungen im Zugverkehr führen.
1980 wurde die Dock Bridge ins National Register of Historic Places aufgenommen (NRHP#: 80002484).